# Timex Computer 2048
Timex Computer 2048 (TC2048) — домашний компьютер, выпущенный в 1984 году компанией «Timex of Portugal, Lda», подразделением Timex Corporation. Компьютер довольно неплохо продавался в Португалии и Польше. Кроме того, NTSC-версия продавалась в Чили. TC2048 выпускался по 1989 год.
TC2048 сохранил совместимость с ZX Spectrum на довольно высоком уровне, но различия в прошивке ПЗУ не позволяли достичь 100%-ной совместимости.
Аналогичный компьютер Timex Sinclair 2048 разрабатывался для американского рынка, но так и не был выпущен.
Бразильская компания Microdigital Eletronica производила клон TC 2048 под названием TK 83.

## Технические характеристики
- Процессор: Zilog Z80A на частоте 3,50 МГц
- Память: 16 КБ ПЗУ, 48 КБ ОЗУ
- Видео: изменённая микросхема ULA позволяла использовать несколько дополнительных видеорежимов
- Порты:
  - Разъём расширения, совместимый с оригинальным ZX Spectrum
  - Порт магнитофона
  - RF-модулятор для антенного входа телевизора, PAL-кодер либо NTSC-кодер
  - Композитный видео
  - Порт джойстика Kempston
- Блок питания: внешний

Вместо оригинального чипа ULA производства Ferranti, в TC2048 использовалась своя заказная микросхема, производившаяся по той же технологии. Она же затем использовалась в Timex Computer 2068.
В качестве внешнего устройства хранения, помимо магнитофона, предлагались устройства Timex FDD и Timex FDD3000, при работе с диском использовалась операционная система TOS (Timex Operating System).

### Видеорежимы
Помимо стандартного видеорежима ZX Spectrum, в TC2048 существуют три дополнительных. Видеорежим включался записью в специальный порт:
- 000 — Стандартный видеорежим ZX Spectrum разрешением 256×192 пикселей, видеопамять с адреса #4000
- 001 — Видеопамять с адреса #6000 — второй экран разрешением 256×192 пикселей
- 010 — Аппаратный мультиколор, цветовое разрешение 32×192, пара цветов задаётся для блока 8×1 пикселей, видеопамять с адреса #6000
- 110 — Монохромный режим 512×192, чётные столбцы пикселей берутся по адресу #4000, нечётные по адресу #6000